# Markham (ancienne circonscription fédérale)
Pour les articles homonymes, voir Markham (homonymie).
Markham (aussi connue sous le nom de Markham—Whitchurch-Stouville) fut une circonscription électorale fédérale de l'Ontario, représentée de 1988 à 2004.
La circonscription de Markham a été créée en 1987 à partir de York-Nord et de York—Peel. Renommée Markham—Whitchurch-Stouffville en 1989, la circonscription reprit son nom d'origine en 1996 après une redistribution parmi les circonscriptions de Markham, Oak Ridges et Thornhill. Abolie en 2003, elle fut redistribuée parmi Markham—Unionville et Oak Ridges—Markham.

## Géographie
En 1996, la circonscription de Markham comprenait:
- Une partie de la ville de Markham

## Députés
1. 1988-1993 — Bill Attewell, PC
2. 1993-1997 — Jag Bhaduria, PLC/IND
3. 1997-2000 — H. James Jones, PC/AC
4. 2000-2004 — John McCallum, PLC

- AC = Alliance canadienne
- PC = Parti progressiste-conservateur
- PLC = Parti libéral du Canada